# 錫森鎮區 (密蘇里州豪厄爾縣)
錫森鎮區（英語：Sisson Township）是位於美國密蘇里州豪厄爾縣的一個行政鎮區。

## 地方資料
錫森鎮區的面積為195.55平方千米，當中陸地面積為195.47平方千米，而水域面積為0.48平方千米。根據2020年美國人口普查的數據，當地共有人口1418人，而人口密度為每平方千米7.25人。